# Klaus Otte (Theologe)
Paul Adolf Klaus Otte (* 14. Januar 1935 in Wuppertal; † 28. April 2020 in Altenkirchen (Westerwald)) war ein deutscher evangelischer Theologe.

## Leben und Wirken
Otte studierte Theologie an der Kirchlichen Hochschule Wuppertal und an den Universitäten Heidelberg, Bonn und Basel. 1968 erwarb er mit einer Dissertation über Philo von Alexandrien das Doktorat. 1984 wurde Otte nach Beirut als Professor an die Near East School of Theology berufen. Von 1989 bis 1991 war er im Auftrag der Schweizerischen Ostasienmission Leiter des von Werner Kohler gegründeten „Hauses der Begegnung“ in Kyoto. Dort lehrte Otte auch als Gastprofessor an der christlichen Dōshisha-Universität und an der Kansei Gakuin Daigaku in Kobe.
Nach 1991 versuchte Otte als Pfarrer, in Deutschland den interreligiösen Dialog auch in einer Landgemeinde zum Thema zu machen. Dafür wurde ihm im Jahr 1999 das Bundesverdienstkreuz verliehen.
Im Jahre 2015 konnte Klaus Otte seinen 80. Geburtstag feiern, was mit der Herausgabe des Buches Für Klaus Otte: Ein Dialog in Raum und Zeit mit Beiträgen verschiedener Autoren gewürdigt wurde.

## Veröffentlichungen (Auswahl)
- Religion und Nichts. Brennpunkte der Religionsphilosophie bei Bernhard Welte und Keiji Nishitani. In: Phänomenologie der Religion, Freiburg 2004, S. 223–234
- Reaktionen auf die Säkularisierung aus dem Buddhismus aus christlicher Sicht. In: Säkularisierung als Herausforderung für Buddhismus und Christentum. (japanisch und deutsch) Kyoto 2004.
- Zeichen eines Traumes – Wider das Vergessen. Altenkirchen und Basel 1. Aufl. 2003, 2. Aufl. 2004
- Geh aus deinem Vaterland – Solidarität aus dem ‚Nichts'. Juden, Christen, Muslime und viele andere unterwegs. (Buddhistische Spuren in den drei Buchreligionen) Bonner Institut für Migrationsforschung und Interkulturelles Lernen, Bonn 2003
- „Frui Deo“ – „Gott genießen“. Eine religionsontologische Perspektive von Gott im Abendmahl in einer multireligiösen Welt. Beispiel einer geschichtsfaktischen Hermeneutik aus und in Erfahrung. In: Der eine Gott und die Welt der Religionen, Würzburg 2003, S. 417–442
- Welt im Gottesdienst – Gottesdienst in der Welt. In: Kirche im ländlichen Raum, Altenkirchen 2002
- Life in the Vow: Practical and Ethical Implications of the Three Book-Religions in the Modern World Compared with those of Shin Buddhism. In: The Pure Land NS Kyoto 2002, S. 66–71
- Interreligiöser Dialog und Hermeneutik. In: Religionen im Gespräch (RIG) Band 7, Balve 2002, S. 315–332
- In den Schriften der anderen lesen – Ein deutscher Beitrag. In: Spiritualität und ethische Erziehung. Hamburg 2001, S. 129f.
- Gott – Amida – Nirwana: Aspekte einer induktiven Hermeneutik im religiös-ontologischen Dialog zwischen Shin-Buddhismus und Christentum. In: Buddhismus und Christentum, Hamburg 2002, S. 52–71
- Die Antwort des Glaubens. Systematische Theologie in 50 Artikeln. Unveränderter Nachdruck der 3. überarbeiteten und erweiterten Auflage, herausgegeben von Klaus Otte, Stuttgart, Berlin und Köln 1999 (zusammen mit Heinrich Ott): besonders Artikel 41
- Das Absolute und die Absolutisten. In: Pluralistische Theologie der Religionen. Frankfurt am Main 1998, S. 175–190
- TAN-NI-SHO – Die Gunst des Reinen Landes. Begegnung zwischen Buddhismus und Christentum (zusammen mit Ryogi Okochi), Bern 1979 (Ein vollzogener interkultureller Lernprozess).
- Durch Gemeinde zur Predigt. Zur Verhältnisbestimmung von Theologie und Predigt bei Alexander Schweizer und Alois Emanuel Biedermann. Frankfurt am Main 1979.
- Lernen als reflexiv vollzogene Existenz. Die Analyse eines Lernprozesses in der Theologie, dargestellt an Karl Rahner: Das Leben der Toten. Mit einem Begleitwort von Karl Rahner, Frankfurt am Main 1978